# Пальмов, Владимир Александрович
Владимир Александрович Па́льмов (7 июля 1934, Батуми — 15 октября 2018, Санкт-Петербург) — советский и российский учёный в области нелинейной механики деформируемых тел, доктор физико-математических наук, профессор, член-корреспондент Международной академии наук высшей школы, член Российского Национального комитета по теоретической и прикладной механике, Заслуженный деятель науки Российской Федерации (1999), Почётный работник высшего профессионального образования Российской Федерации (2010).

## Биография
Родился 7 июля 1934 года в Батуми.
В 1958 году с отличием окончил физико-механический факультет Ленинградского политехнического института (ныне — Санкт-Петербургский политехнический университет Петра Великого) по специальности «Динамика и прочность машин» и по распределению был оставлен на кафедре «Динамика и прочность машин» (ныне — кафедра «Механика и процессы управления»).
В 1972 году защитил диссертацию на соискание учёной степени доктора физико-математических наук, с 1974 года — профессор кафедры «Механика и процессы управления». В 1976 году возглавил кафедру, которой заведовал до 2013 года.
В 1976 году избран членом Национального (ныне — Российского национального) комитета по теоретической и прикладной механике.
В 1998 году избран чл.-корр. Международной академии наук высшей школы.

## Научная и преподавательская деятельность
Основные научные исследования проф. В. А. Пальмов проводил в области механики деформируемого твердого тела, теории колебаний неупругих тел, теории определяющих уравнений, динамики и прочности машин, вычислительной механики и механики композитов.
С 1958 года являясь сотрудником, а затем и заведующим кафедры «Механика и процессы управления» СПбПУ, проф. В. А. Пальмов подготовил более 40 докторов физико-математических и технических наук. Успешно защитили кандидатские диссертации более 40 его воспитанников — выпускников СПбПУ, а также других научных организаций и учреждений.
Автор около 150 научных и научно-методических работ, 6 монографий и 9 учебных пособий. В 2015 году Учёный совет СПбПУ признал учебное пособие проф. В. А. Пальмова «Нелинейная механика деформируемых тел» лучшим изданием из числа опубликованных сотрудниками университета.

## Достижения и награды
В 1993 году Учёный совет университета учредил звание «Заслуженный профессор СПбГТУ». В числе первых это почётное звание за многолетний и плодотворный педагогический труд присвоено проф. В. А. Пальмову.
В 1999 году за выдающиеся заслуги в разработке приоритетного направления науки — механики как основы всех отраслей машиностроения, в развитии всемирно известной научной школы в области механики и процессов управления и многолетнюю успешную подготовку высококвалифицированных научных и научно-педагогических кадров присвоено почётное звание «Заслуженный деятель науки Российской Федерации».
В 2008 году проф. В. А. Пальмову и двум его ученикам — чл.-корр. РАН, директору Института проблем машиноведения РАН Д. А. Индейцеву и профессору кафедры «Механика и процессы управления» СПбПУ А. И. Боровкову — присуждена премия Правительства Санкт-Петербурга.
В 2010 году награждён нагрудным знаком «Почётный работник высшего профессионального образования Российской Федерации».

## Избранная библиография (учебные пособия)
- Пальмов В. А. Элементы тензорной алгебры и тензорного анализа: Учебное пособие. — СПб: Изд-во СПбГПУ, 2008. — 109 с.
- Пальмов В. А. Фундаментальные законы природы в нелинейной термомеханике деформируемых тел: Учебное пособие. — СПб: Изд-в СПбГПУ, 2008. — 143 с.
- Пальмов В. А. Теория определяющих уравнений в нелинейной термомеханике деформируемых тел: Учебное пособие. — СПб: Изд-во СПбГПУ, 2008. — 113 с.
- Пальмов В. А. Определяющие уравнения термоупругих, термовязких и термопластических материалов: Учебное пособие. — СПб.: Изд-во СПбГПУ, 2009. — 138 с.